# Cathédrale du Yucatan
La cathédrale du Yucatan (en espagnol : Catedral de Yucatán) ou cathédrale Saint-Ildefonse est une cathédrale catholique située au Mexique dans la ville de Mérida, capitale du Yucatan.
Elle est dédiée à Ildefonse de Tolède, archevêque espagnol du VIIe siècle.

## Historique
Elle a été construite de 1562 à 1598 sous l'égide des évêques Francisco Toral, Gregorio de Montalvo et Juan de Izquierdo
C'est la plus ancienne du Mexique et l'une des plus anciennes du continent américain.
Les architectes sont Pedro de Aulestia, Juan Miguel de Agüero (le plus influent) et Gregorio de la Torre.
Au centre de la cathédrale se trouve un dôme inspiré du Panthéon de Rome.

## Dimensions
Les dimensions de l'édifice sont les suivantes :

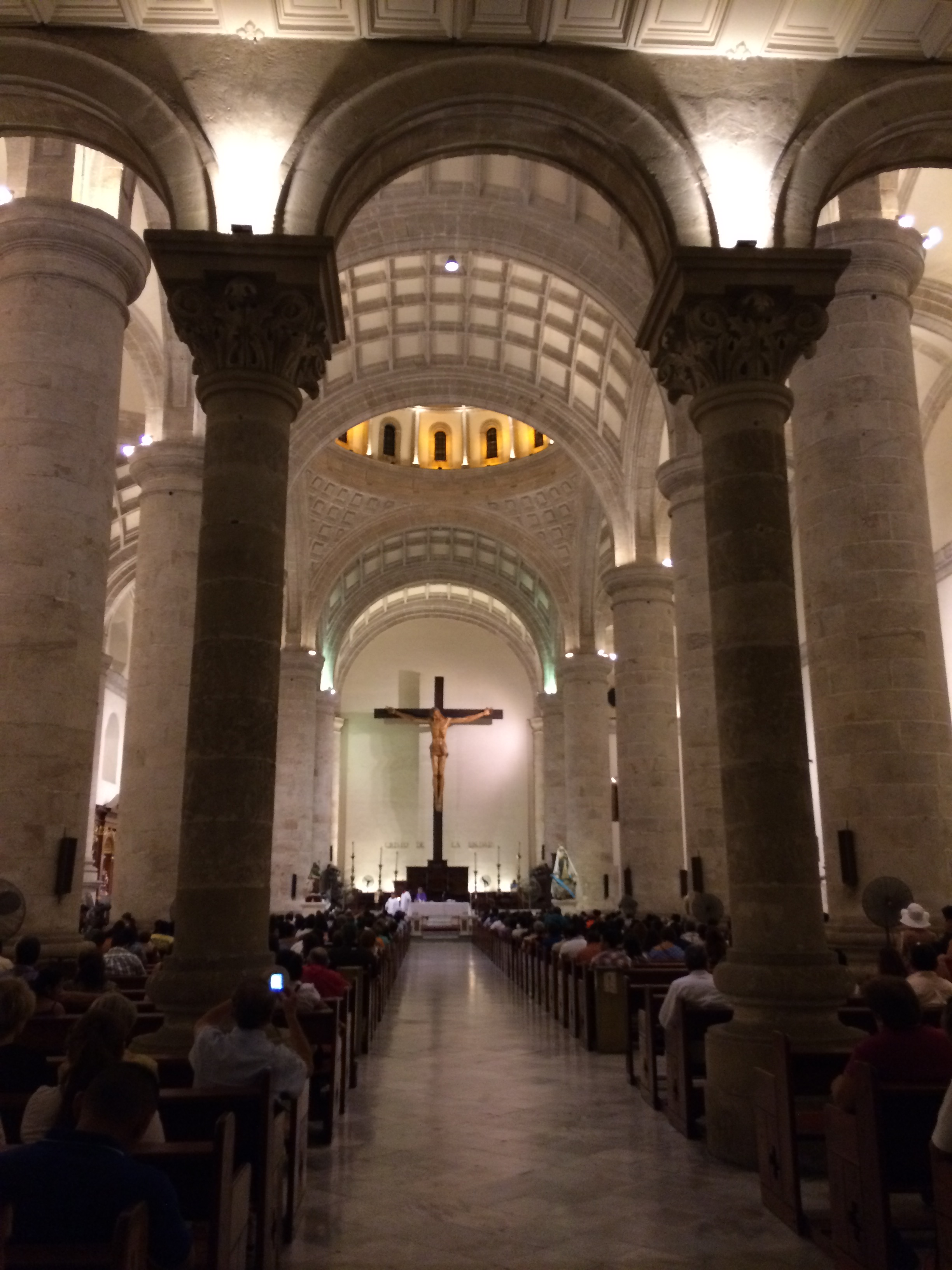
Intérieur de la cathédrale.

- hauteur des voûtes : 22,27 m ;
- longueur : 66,75 m ;
- hauteur des tours : 43,5 m ;
- hauteur du dôme : 33,6 m ;
- largeur : 31,3 m.